# Filip Zaborowski
Filip Zaborowski (ur. 25 lipca 1994 w Gdyni) – polski pływak specjalizujący się w stylu dowolnym, wielokrotny mistrz Polski i brązowy medalista uniwersjady.

## Kariera pływacka
Podczas mistrzostw świata w Barcelonie w 2013 roku na dystansie 800 m stylem dowolnym uzyskał czas 7:55,65 i zajął dziesiąte miejsce. W konkurencji 400 m kraulem był piętnasty z czasem 3:50,22.
Dwa lata później na mistrzostwach świata w Kazaniu zajął w tej konkurencji 12. miejsce (3:47,59).
Podczas mistrzostw Europy w Londynie w 2016 roku na 400 m stylem dowolnym uplasował się na siódmej pozycji. Na dystansie dwukrotnie dłuższym był dziesiąty.
Na igrzyskach olimpijskich w Rio de Janeiro w konkurencji 400 m stylem dowolnym uzyskał czas 3:49,84 i zajął 28. miejsce.
W 2017 roku podczas mistrzostw świata w Budapeszcie na dystansie 400 m stylem dowolnym uplasował się na 14. pozycji (3:47,47). Płynął także w sztafecie 4 × 200 m stylem dowolnym, która zajęła siódme miejsce.
Dwa lata później, w lipcu na uniwersjadzie w Neapolu zdobył brązowy medal, uzyskawszy czas 7:58,27 min.